# Olympische Sommerspiele 2020/Leichtathletik – 20 km Gehen (Männer)
Der Wettkampf im 20-km-Gehen der Männer bei den Olympischen Spielen 2020 in Tokio wurde am 5. August 2021 ab 16:30 Uhr Ortszeit (9:30 Uhr MESZ) ausgetragen.
Die Strecke sollte ursprünglich durch den Imperial Palace Garden in Tokio führen. Nachdem es bei den Leichtathletik-Weltmeisterschaften 2019 in Doha jedoch bei mehreren Athleten aufgrund der klimatischen Bedingungen zu gesundheitlichen Problemen gekommen war, gab das IOC im Oktober 2019 bekannt, bei den Spielen in Japan die Marathonläufe sowie die Wettbewerbe im Gehen ins kühlere Sapporo auf Hokkaidō zu verlegen. Neuer Austragungsort war der Ōdōri-Park.
Von den 57 gestarteten Gehern erreichten 52 das Ziel.
Olympiasieger wurde der Italiener Massimo Stano. Die beiden anderen Medaillen gingen an japanische Geher, Silber an Kōki Ikeda und Bronze an Toshikazu Yamanishi.

## Aktuelle Titelträger
| Olympiasieger                         | Wang Zhen ( China)                         | 1:19:14 h                                  | Rio de Janeiro 2016 |
| Weltmeister                           | Toshikazu Yamanishi ( Japan)               | 1:26:34 h                                  | Doha 2019           |
| Europameister                         | Álvaro Martín ( Spanien)                   | 1:20:42 h                                  | Berlin 2018         |
| Nord-/Zentralamerika-/Karibik-Meister | Evan Dunfee ( Kanada)                      | 1:25:39 h                                  | Toronto 2018        |
| Südamerika-Meister                    | Jhon Castañeda ( Kolumbien)                | 1:22:33 h                                  | Lima 2019           |
| Asienmeister                          | Wettbewerb nicht im Meisterschaftsprogramm | Wettbewerb nicht im Meisterschaftsprogramm | Doha 2019           |
| Afrikameister                         | Samuel Gathimba ( Kenia)                   | 1:25:14 h                                  | Asaba 2018          |
| Ozeanienmeister                       | Wettbewerb nicht im Meisterschaftsprogramm | Wettbewerb nicht im Meisterschaftsprogramm | Townsville 2019     |

## Bestehende Rekorde
| Weltrekord         | Yūsuke Suzuki ( Japan) | 1:16:36 h | Nomi, Japan               | 15. März 2015  |
| Olympischer Rekord | Chen Ding ( China)     | 1:18:46 h | OS London, Großbritannien | 4. August 2012 |

Der bestehende olympische Rekord wurde bei diesen Spielen nicht erreicht. Mit seiner Siegerzeit von 1:21:05 h verfehlte der italienische Olympiasieger Massimo Stano im Wettbewerb am 5. August den Rekord um 2:19 min. Zum Weltrekord fehlten ihm 4:29 min.

## Zwischenzeiten
| Marke | Zwischenzeit | Führende(r) | 2-km-Zeit |
| ----- | ------------ | --- | --------- |
| 2 km  | 8:29 min     | Toshikazu Yamanishi mit großer Gruppe                                                                              | 8:29 min  |
| 4 km  | 16:53 min    | Wang Kaihua mit großer Gruppe                                                                                      | 8:24 min  |
| 6 km  | 24:51 min    | Wang Kaihua und Sandeep Kumar – 13 s vor 13-köpfiger Gruppe                                                        | 7:58 min  |
| 8 km  | 32:56 min    | Wang und Kumar – 13 s vor 13-köpfiger Gruppe                                                                       | 8:05 min  |
| 10 km | 40:55 min    | Wang – Yamanishi, Stano, Ikeda 10 s zurück – García, Misinow, Martín, Olivas 12 s zur.                             | 7:59 min  |
| 12 km | 49:03 min    | Wang – Martín, Stano, Yamanishi, García, Ikeda, Misinow 3 s zur. – Zhang 10 s zur. – Olivas 16 s zur.              | 8:08 min  |
| 14 km | 57:20 min    | Yamanishi, Stano, Martín, Wang, García, Ikeda, Zhang – Perseus Karlström 15 s zur.                                 | 8:17 min  |
| 16 km | 1:05:38 h00  | Stano, García, Yamanishi, Wang, Ikeda, Zhang, Martín – Christopher Linke, Olivas 12 s zur.                         | 8:18 min  |
| 18 km | 1:13:30 h00  | Stano, Yamanishi, Ikeda – Martín 11 s zur. – Wang 14 s zur. – García 18 s zur. – Zhang 23 s zur. – Linke 29 s zur. | 7:52 min  |
| 20 km | 1:21:05 h00  | Massimo Stano | 7:35 min  |

## Resultat

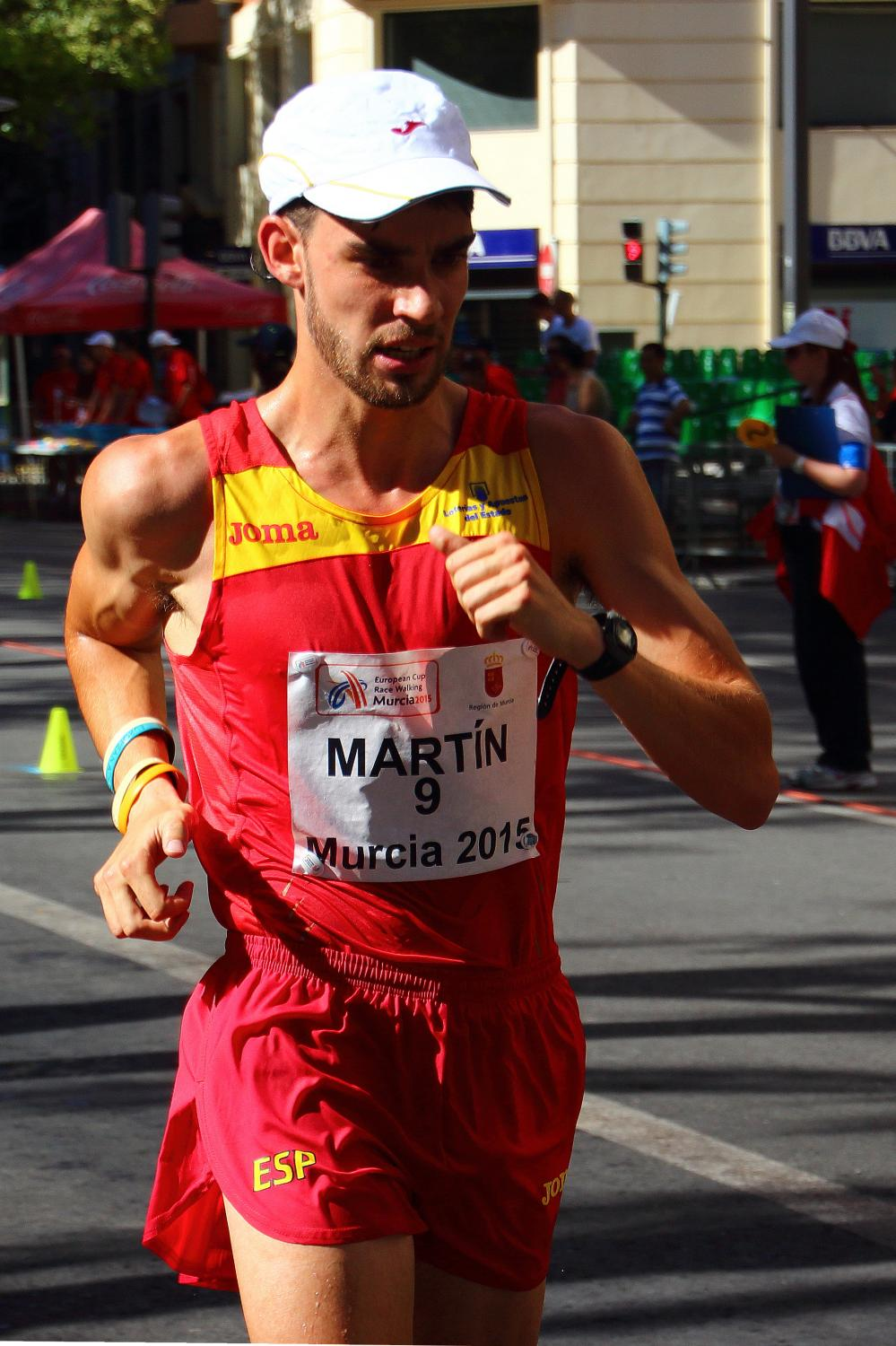
Álvaro Martín belegte Rang vier

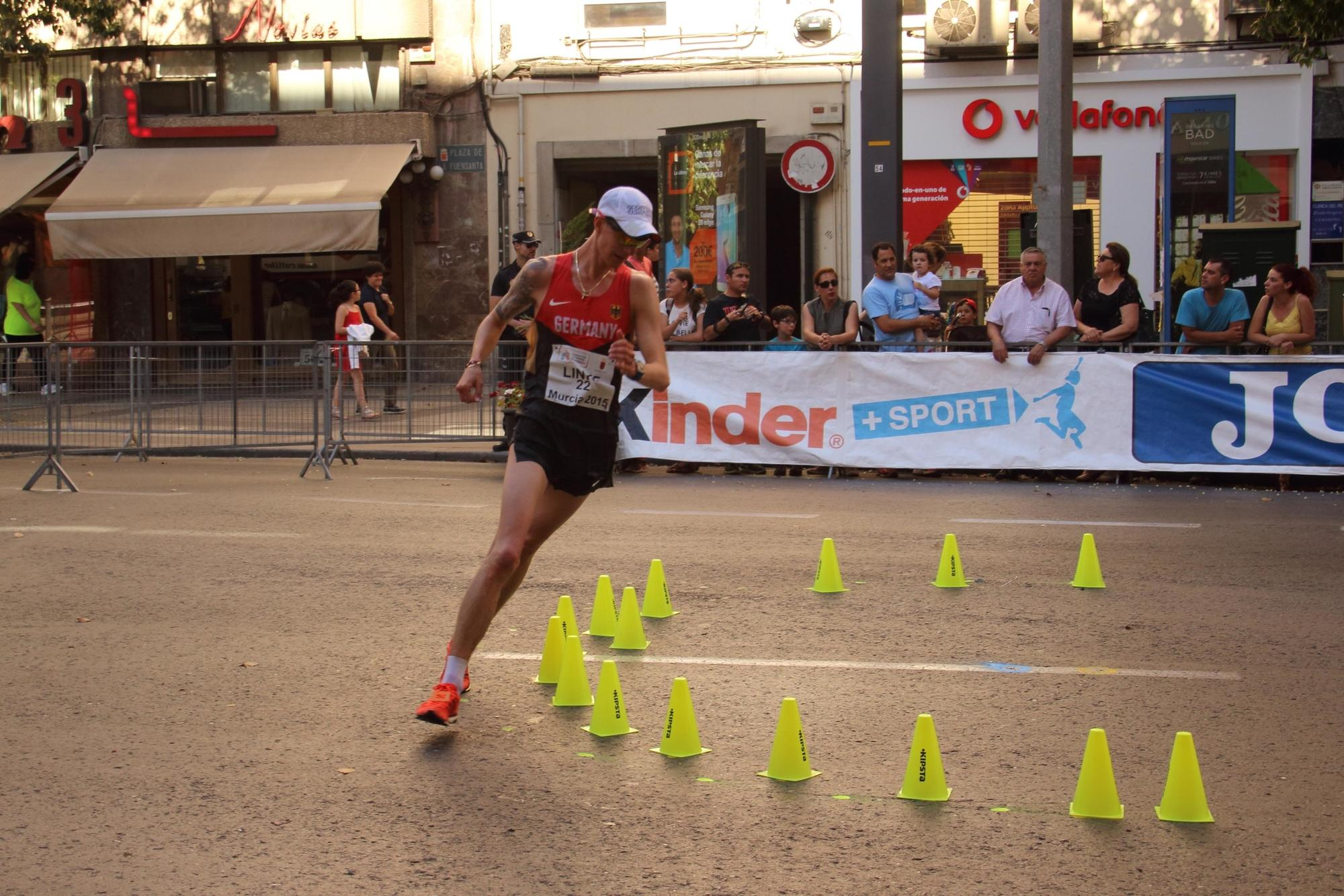
Der fünftplatzierte Christopher Linke

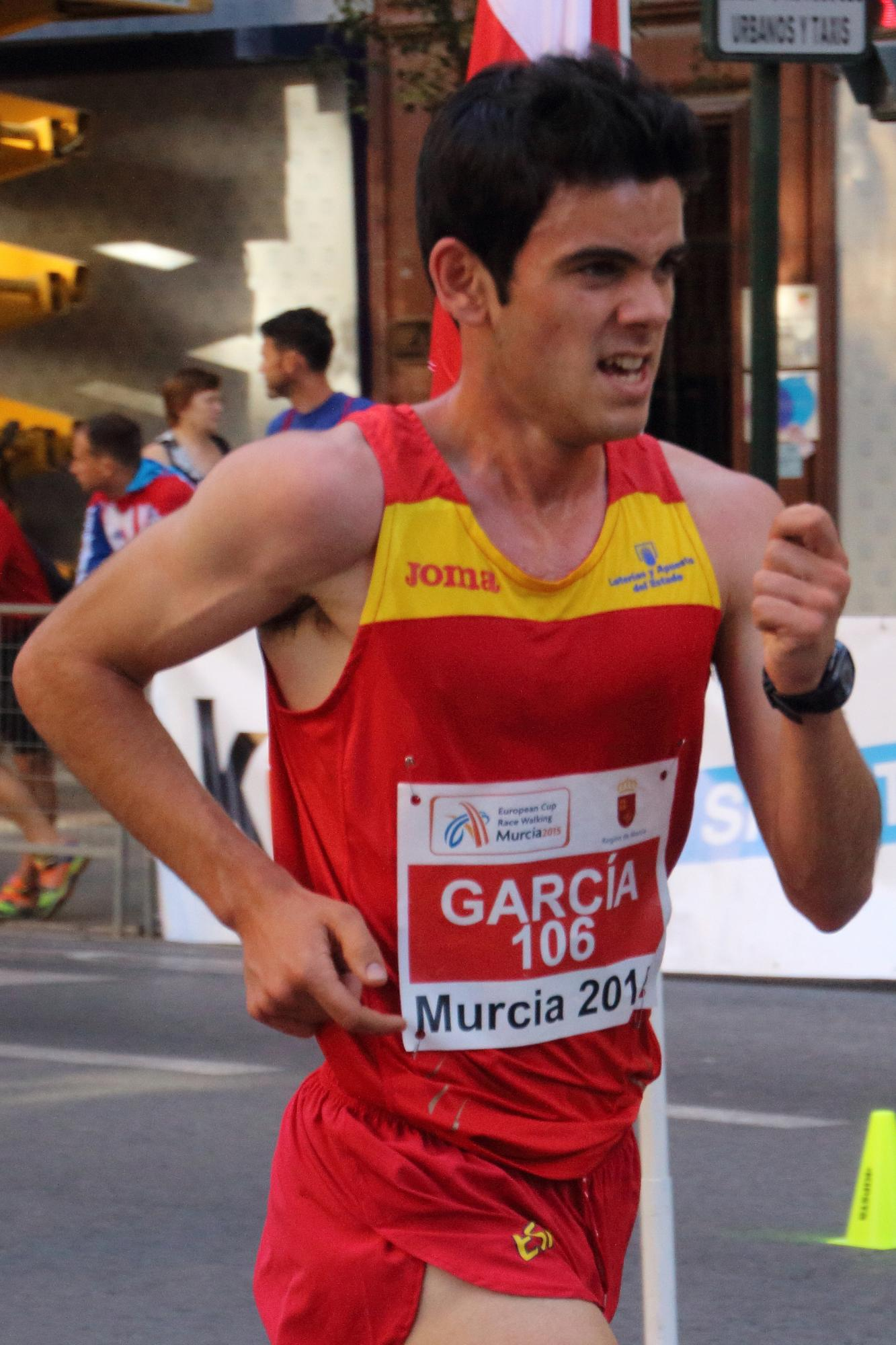
Diego García – Rang sechs

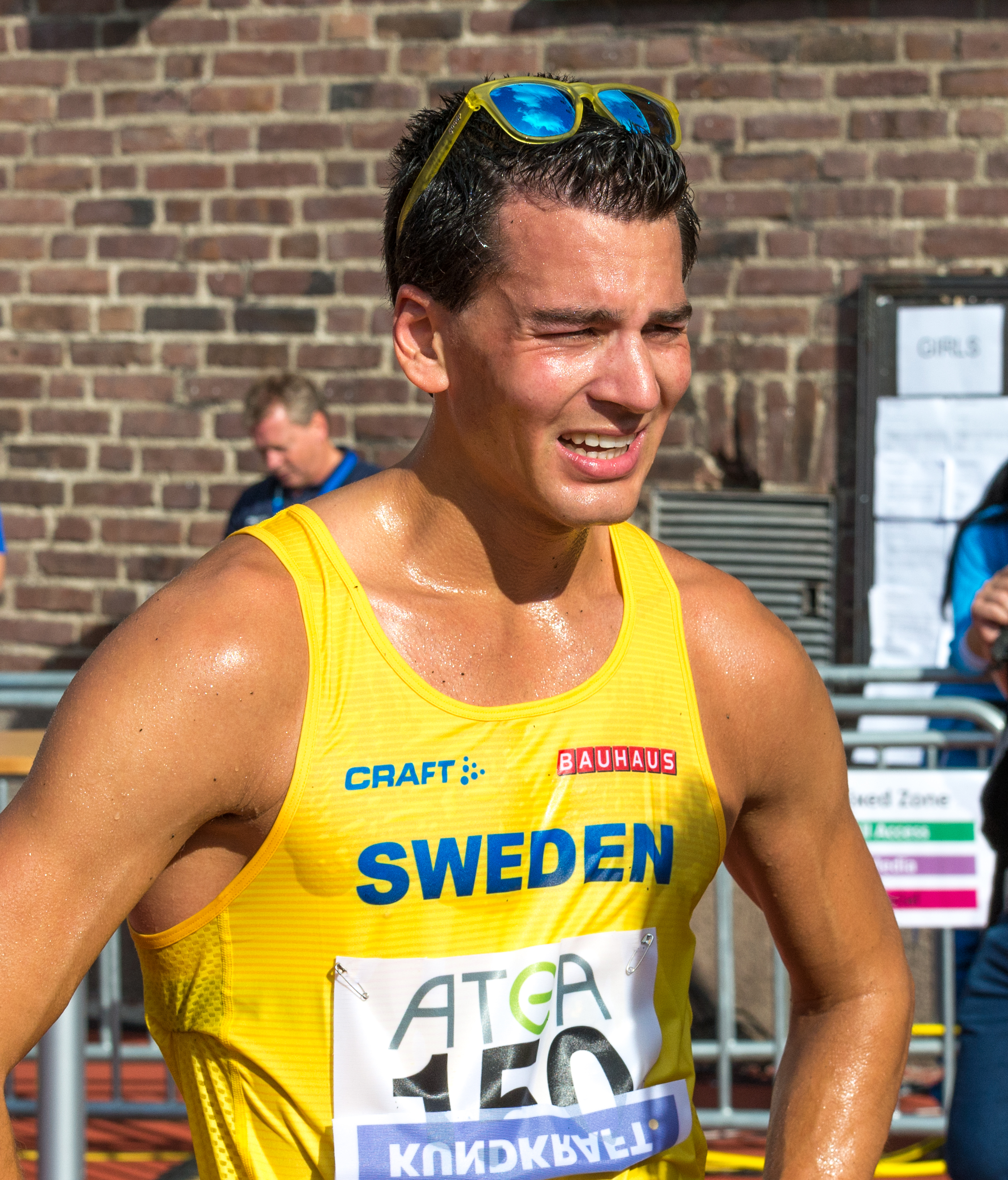
Perseus Karlström erreichte Platz neun

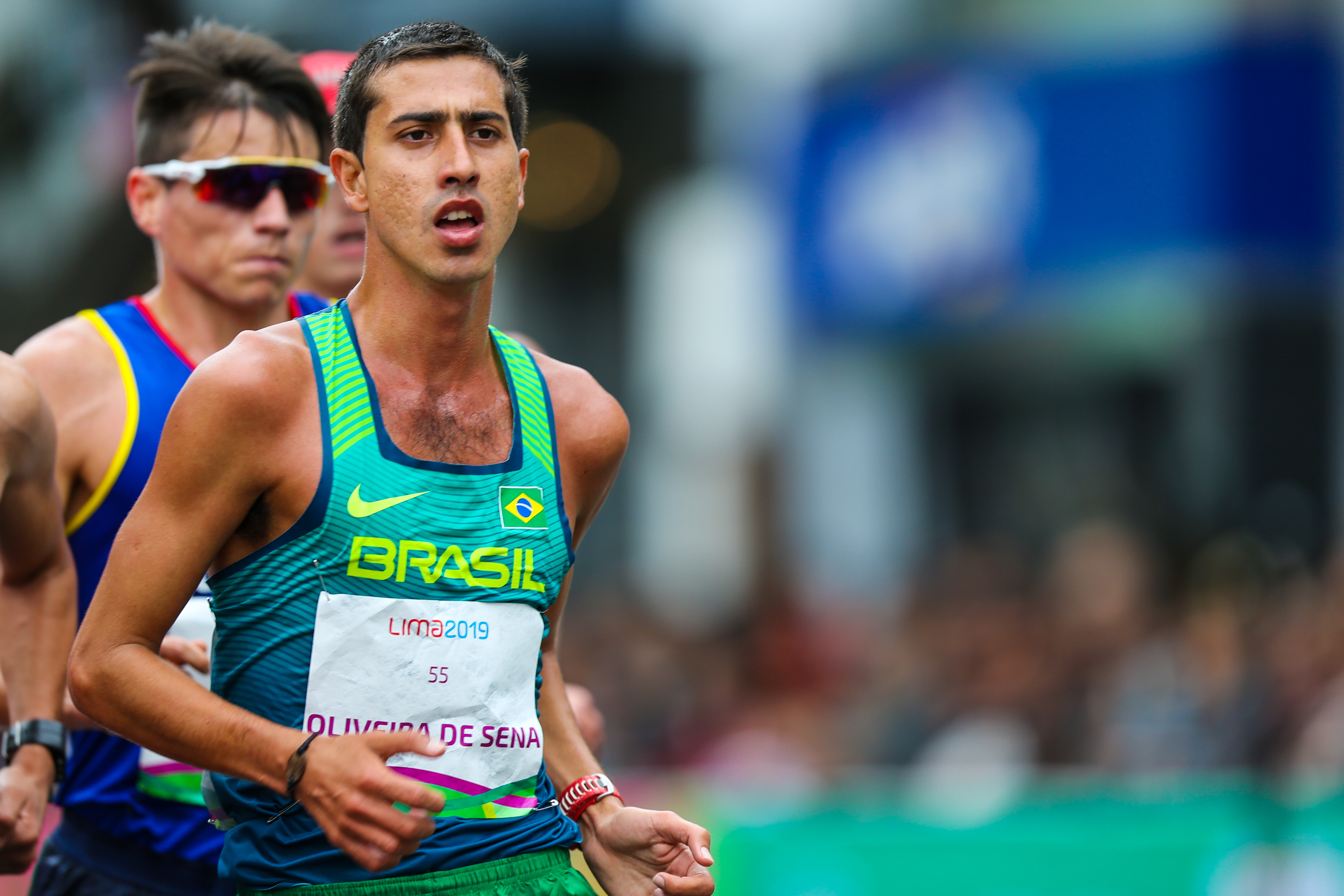
Rang dreizehn für Caio Bonfim

Start: 5. August 2021 um 16:30 Uhr Ortszeit (9:30 Uhr MESZ)
| Platz | Name                    | Nation             | Zeit (h)                           | Anmerkung                                | Verwarnungen                  |
| ----- | ----------------------- | ------------------ | ---------------------------------- | ---------------------------------------- | ----------------------------- |
| 1     | Massimo Stano           | Italien            | 1:21:05                            |                                          | Boden                         |
| 2     | Kōki Ikeda              | Japan              | 1:21:14                            |                                          | Boden / Boden                 |
| 3     | Toshikazu Yamanishi     | Japan              | 1:21:28                            |                                          | Knie                          |
| 4     | Álvaro Martín           | Spanien            | 1:21:46                            |                                          |                               |
| 5     | Christopher Linke       | Deutschland        | 1:21:50                            |                                          |                               |
| 6     | Diego García            | Spanien            | 1:21:57                            |                                          |                               |
| 7     | Wang Kaihua             | China              | 1:22:03                            |                                          |                               |
| 8     | Zhang Jun               | China              | 1:22:16                            |                                          | Boden                         |
| 9     | Perseus Karlström       | Schweden           | 1:22:29                            |                                          |                               |
| 10    | Callum Wilkinson        | Großbritannien     | 1:22:38                            |                                          |                               |
| 11    | Andrés Olivas           | Mexiko             | 1:22:46                            |                                          | Boden                         |
| 12    | Brian Pintado           | Ecuador            | 1:22:54                            |                                          | Boden                         |
| 13    | Caio Bonfim             | Brasilien          | 1:23:21                            |                                          | Boden                         |
| 14    | Manuel Esteban Soto     | Kolumbien          | 1:23:32                            |                                          | Boden                         |
| 15    | Francesco Fortunato     | Italien            | 1:23:43                            |                                          |                               |
| 16    | Kévin Campion           | Frankreich         | 1:23:53                            | SB                                       |                               |
| 17    | Declan Tingay           | Australien         | 1:24:00                            | PB                                       |                               |
| 18    | Éider Arévalo           | Kolumbien          | 1:24:10                            |                                          |                               |
| 19    | David Hurtado           | Ecuador            | 1:24:31                            |                                          | Boden / Boden                 |
| 20    | Wayne Snyman            | Südafrika          | 1:24:33                            |                                          |                               |
| 21    | César Augusto Rodríguez | Peru               | 1:24:40                            |                                          | Boden / Boden                 |
| 22    | Leo Köpp                | Deutschland        | 1:24:46                            |                                          |                               |
| 23    | Sandeep Kumar           | Indien             | 1:25:07                            |                                          | Boden / Boden                 |
| 24    | Gabriel Bordier         | Frankreich         | 1:25:23                            |                                          |                               |
| 25    | Tom Bosworth            | Großbritannien     | 1:25:57                            |                                          |                               |
| 26    | Cai Zelin               | China              | 1:26:39                            |                                          | Boden / Boden                 |
| 27    | Jhon Castañeda          | Kolumbien          | 1:26:41                            |                                          | Boden                         |
| 28    | Nils Brembach           | Deutschland        | 1:26:45                            |                                          | Boden                         |
| 29    | David Kenny             | Irland             | 1:26:54                            |                                          |                               |
| 30    | José Oswaldo Calel      | Guatemala          | 1:26:55                            |                                          |                               |
| 31    | Miguel Ángel López      | Spanien            | 1:27:12                            |                                          |                               |
| 32    | Eiki Takahashi          | Japan              | 1:27:29                            |                                          |                               |
| 33    | Marius Žiūkas           | Litauen            | 1:27:35                            |                                          | Knie / Knie / Boden           |
| 34    | Şahin Şenoduncu         | Türkei             | 1:27:39                            |                                          |                               |
| 35    | Jordy Jiménez           | Ecuador            | 1:27:52                            |                                          |                               |
| 36    | Kyle Swan               | Australien         | 1:27:55                            |                                          |                               |
| 37    | Choe Byeong-kwang       | Südkorea           | 1:28:12                            | SB                                       |                               |
| 38    | Noel Chama              | Mexiko             | 1:28:23                            |                                          | Knie                          |
| 39    | Georgi Scheiko          | Kasachstan         | 1:28:38                            |                                          | Knie                          |
| 40    | José Ortiz              | Guatemala          | 1:28:57                            |                                          |                               |
| 41    | Miroslav Úradník        | Slowakei           | 1:29:25                            |                                          |                               |
| 42    | Jesús Tadeo Vega        | Mexiko             | 1:30:37                            |                                          |                               |
| 43    | Luis Henry Campos       | Peru               | 1:30:58                            |                                          | Knie                          |
| 44    | Federico Tontodonati    | Italien            | 1:31:19                            |                                          |                               |
| 45    | Aljaksandr Ljachowitsch | Belarus            | 1:31:28                            |                                          | Knie                          |
| 46    | Matheus Correa          | Brasilien          | 1:31:47                            |                                          | Boden / Boden / Knie          |
| 47    | Rahul Rohilla           | Indien             | 1:32:06                            |                                          | Knie                          |
| 48    | Abdulselam İmük         | Türkei             | 1:32:27                            |                                          | Knie                          |
| 49    | Iwan Lossew             | Ukraine            | 1:33:26                            |                                          |                               |
| 50    | Nick Christie           | Vereinigte Staaten | 1:34:37                            |                                          |                               |
| 51    | Irfan Kolothum Thodi    | Indien             | 1:34:41                            | SB                                       | Knie                          |
| 52    | Eduard Sabuschenko      | Ukraine            | 1:39:38                            |                                          |                               |
| DNF   | Lucas Mazzo             | Brasilien          |                                    |                                          | Boden / Boden                 |
| DNF   | Łukasz Niedziałek       | Polen              |                                    |                                          |                               |
| DNF   | Salih Korkmaz           | Türkei             |                                    |                                          |                               |
| DSQ   | Wassili Misinow         | ROC                |                                    | IWR Regel 230, TR54.7.5 Disqualifikation | Boden / Boden / Boden / Boden |
| DSQ   | José Alejandro Barrondo | Guatemala          | Knie / Boden / Boden / Knie / Knie | IWR Regel 230, TR54.7.5 Disqualifikation |                               |

## Wettbewerbsverlauf
Die Temperaturen in Sapporo waren beim Start mit 31° Celsius wärmer als erwartet, aber im Verlauf des Wettbewerbs wurde es etwas kühler.
Nach vier Kilometern und einem vorsichtigen Beginn starteten der mitfavorisierte Chinese Wang Kaihua und der Inder Sandeep Kumar, den hier niemand auf der Rechnung hatte, einen ersten Angriff. Den größten Abstand vor den Verfolgern hatten sie bei Kilometer acht mit ca. dreizehn Sekunden herausgearbeitet. Dann konnte Kumar dem Tempo nicht mehr folgen und fiel zurück. Wang war jetzt alleine vorn, doch sein Vorsprung schmolz auf den nächsten Kilometern immer weiter dahin. Bei Kilometer zwölf kam eine sechsköpfige Verfolgergruppe bestehend aus den beiden Spaniern Álvaro Martín und Diego García, den beiden Japanern Toshikazu Yamanishi und Kōki Ikeda, dem Italiener Massimo Stano sowie dem für die russische Delegation startenden Wassili Misinow bis auf drei Sekunden an den Chinesen heran. Zhang Jun, ein weiterer Chinese, folgte mit zehn Sekunden Rückstand vor dem weitere sechs Sekunden zurückliegenden Mexikaner Andrés Olivas. Eine größere Zuschauermenge entlang der Rundstrecke unterstützte vor allem von diesem Zeitpunkt an die japanischen Landsleute.
Bei wechselnden Führungen blieb bis etwa Kilometer siebzehn eine siebenköpfige Spitzengruppe mit Stano, García, Yamanishi, Wang, Ikeda, Zhang und Martín zusammen. Zwölf Sekunden zurück folgten der Deutsche Christopher Linke und Olivas. Auf den letzten drei Kilometern setzten sich drei Geher mit einer deutlichen Tempoverschärfung ab. Angeführt wurde das Trio von Stano, der die beiden Japaner Yamanishi und Ikeda im Schlepptau hatte. Dahinter fiel die Gruppe nun komplett auseinander. Martín folgte als Vierter, dahinter lagen Wang, García, Zhang und Linke, die jeweils zwischen fünf und zehn Sekunden voneinander trennten.
Auf dem letzten Abschnitt forcierte der Italiener noch einmal und hängte die beiden Japaner ab. Mit einem Vorsprung von elf Sekunden sicherte sich Massimo Stano in 1:21:05 h schließlich die Goldmedaille. Silber gewann Kōki Ikeda, der vierzehn Sekunden vor Toshikazu Yamanishi das Ziel erreichte. Achtzehn Sekunden dahinter belegte Álvaro Martín den vierten Platz. Fünfter wurde vier weitere Sekunden zurück Christopher Linke vor Diego García.
Für Japan waren dies die ersten beiden Leichtathletik-Medaillen dieser Spiele, Italien hatte jetzt bereits drei Goldmedaillen auf seinem Konto.

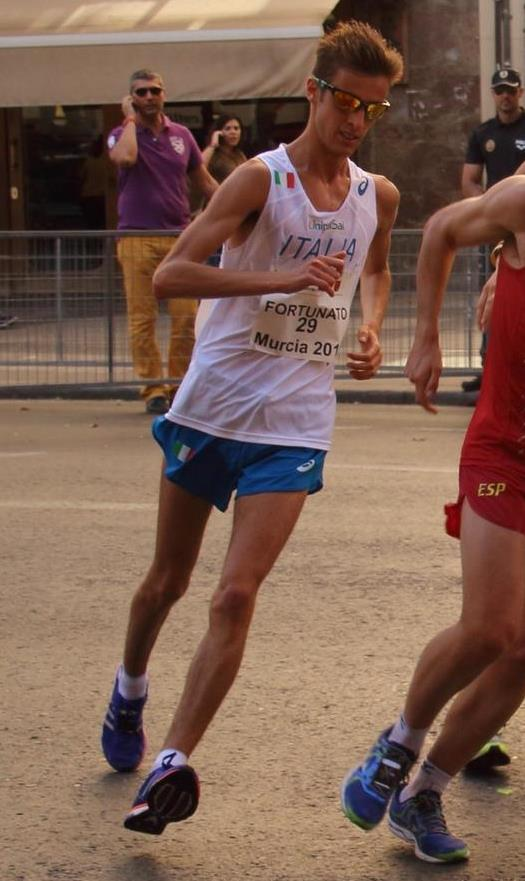
Francesco Fortunato – Rang fünfzehn
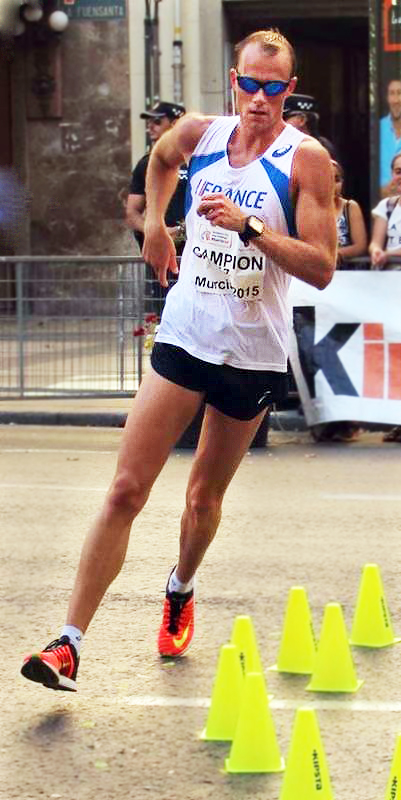
Kévin Campion erreichte Platz sechzehn
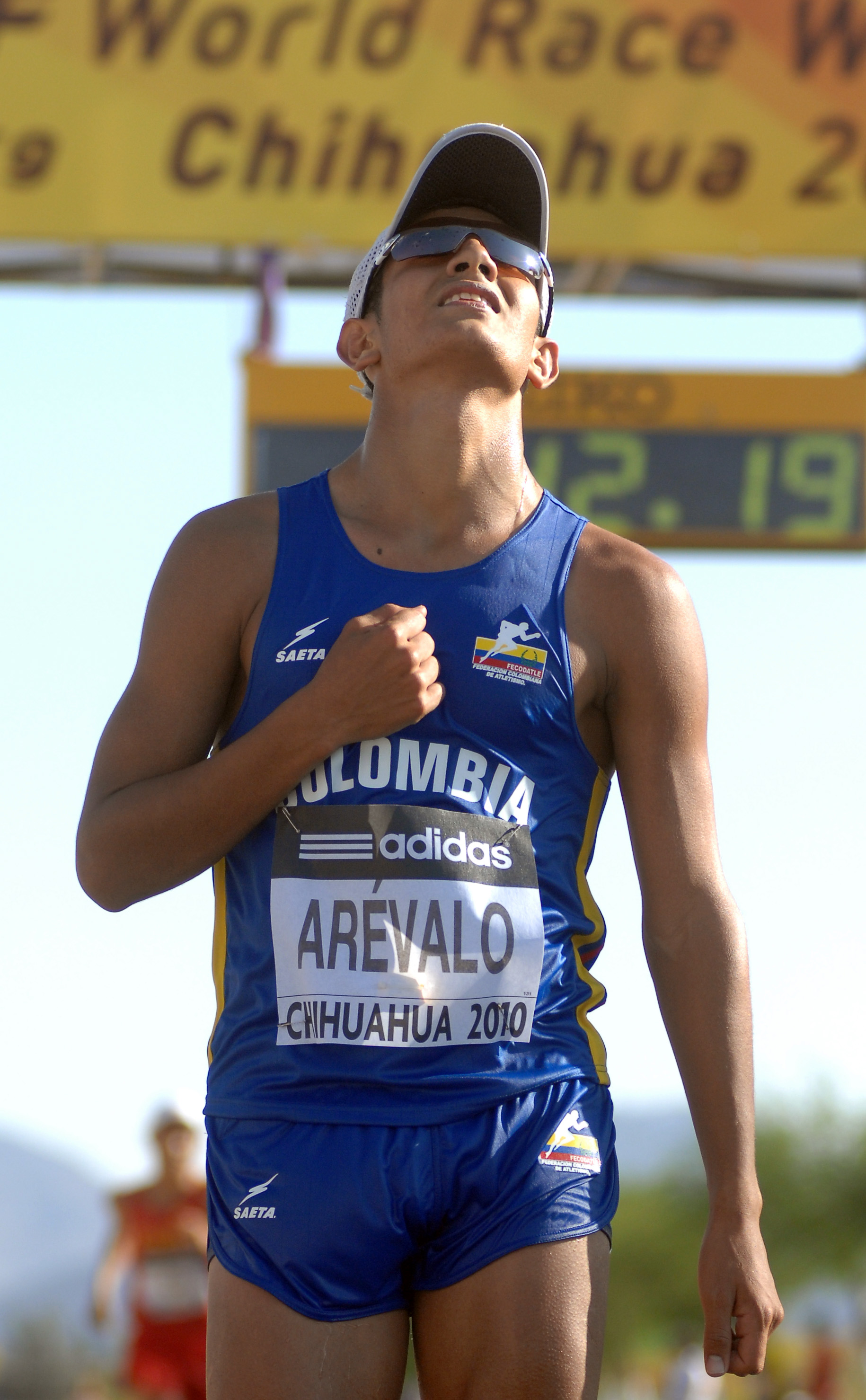
Éider Arévalo – Rang achtzehn
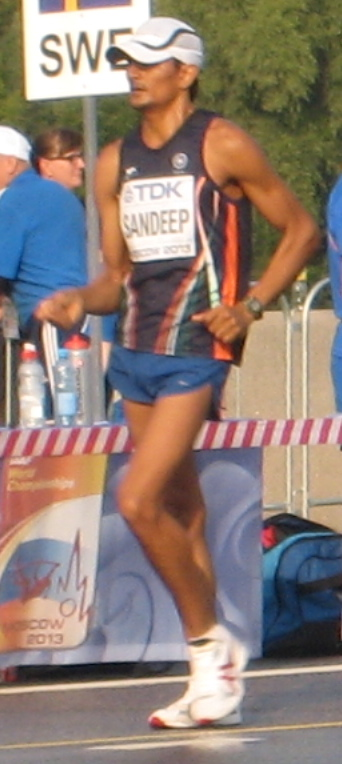
Der anfangs mitführende Sandeep Kumar wurde am Ende 23.

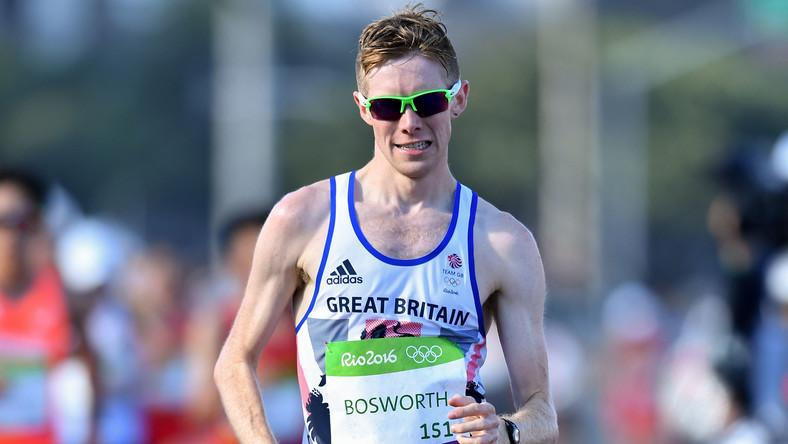
Tom Bosworth – Rang 25
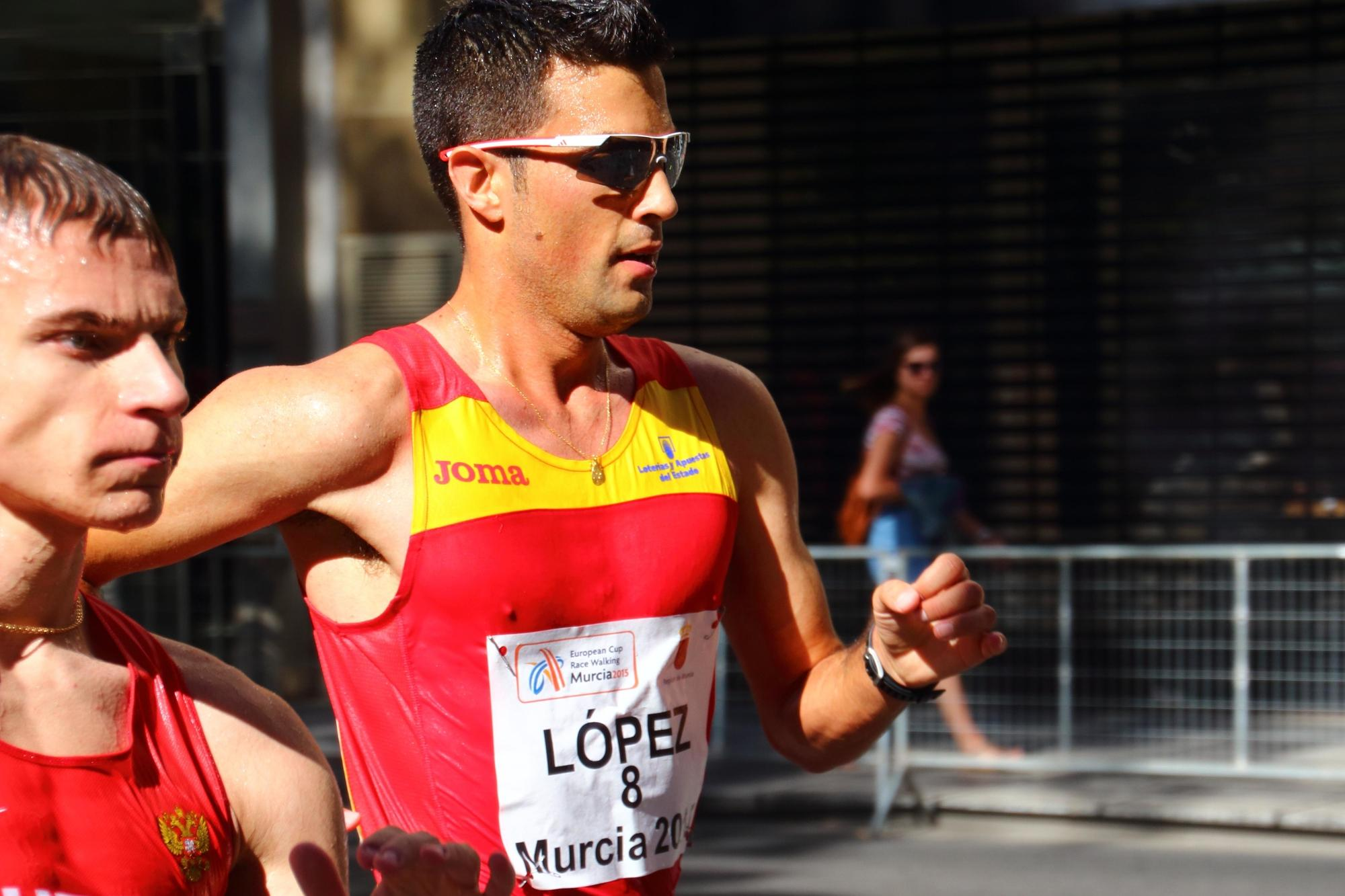
Miguel Ángel López – Rang 31
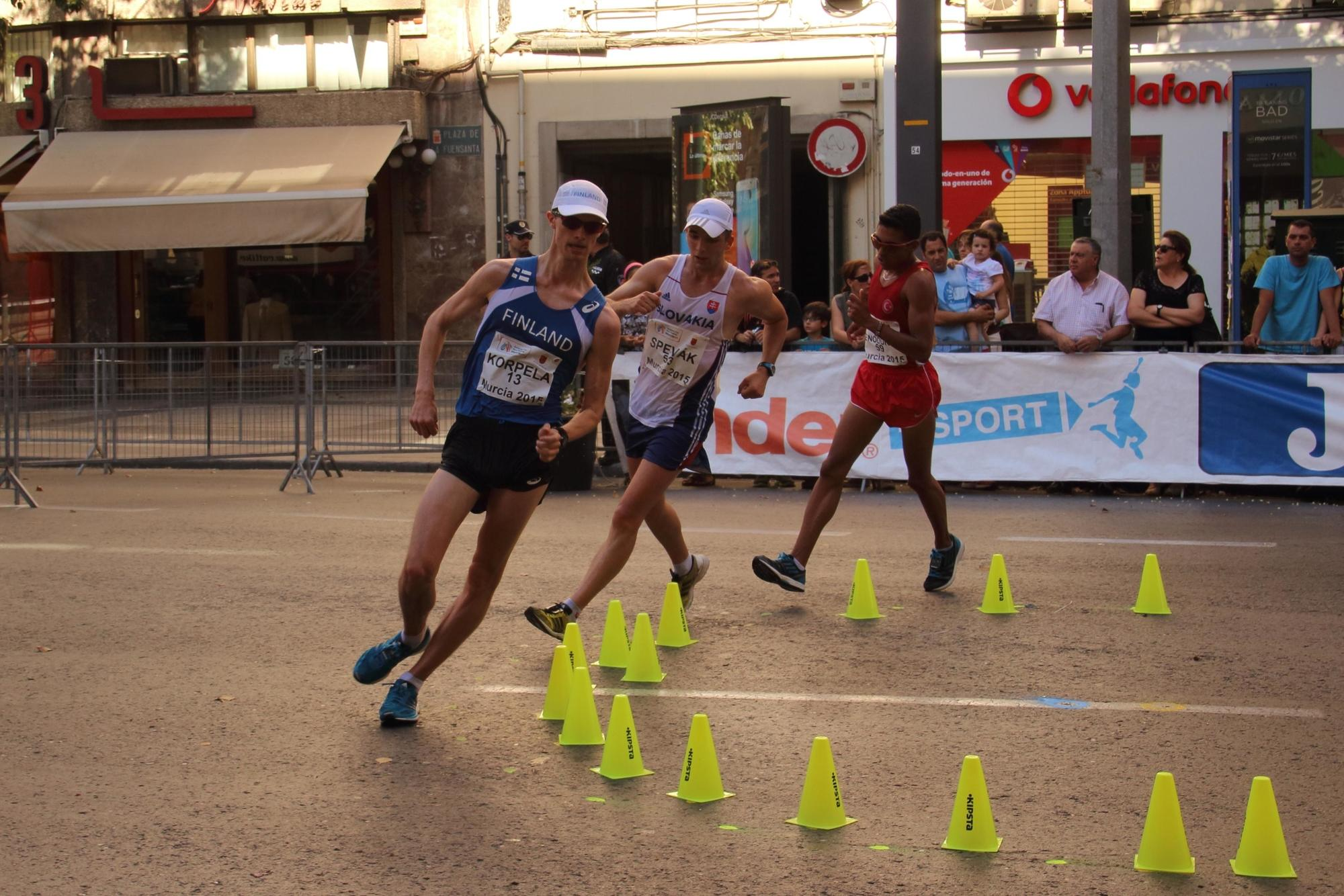
Şahin Şenoduncu (rechts) – Rang 34

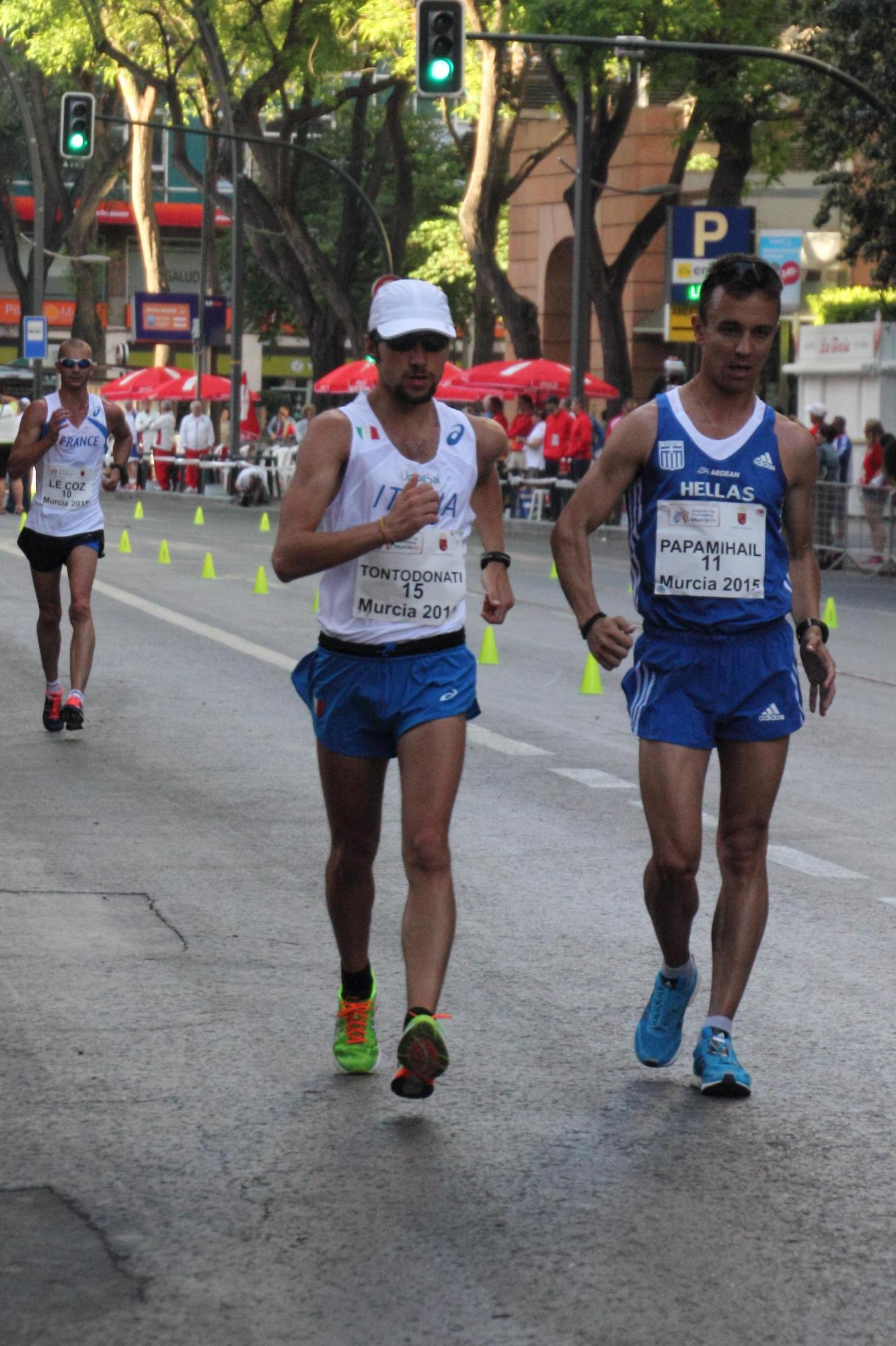
Federico Tontodonati (links) – Rang 44
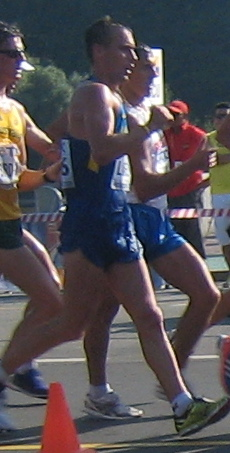
Iwan Lossew (blaues Trikot) – Rang 49
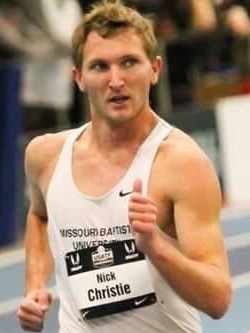
Nick Christie – Rang fünfzig
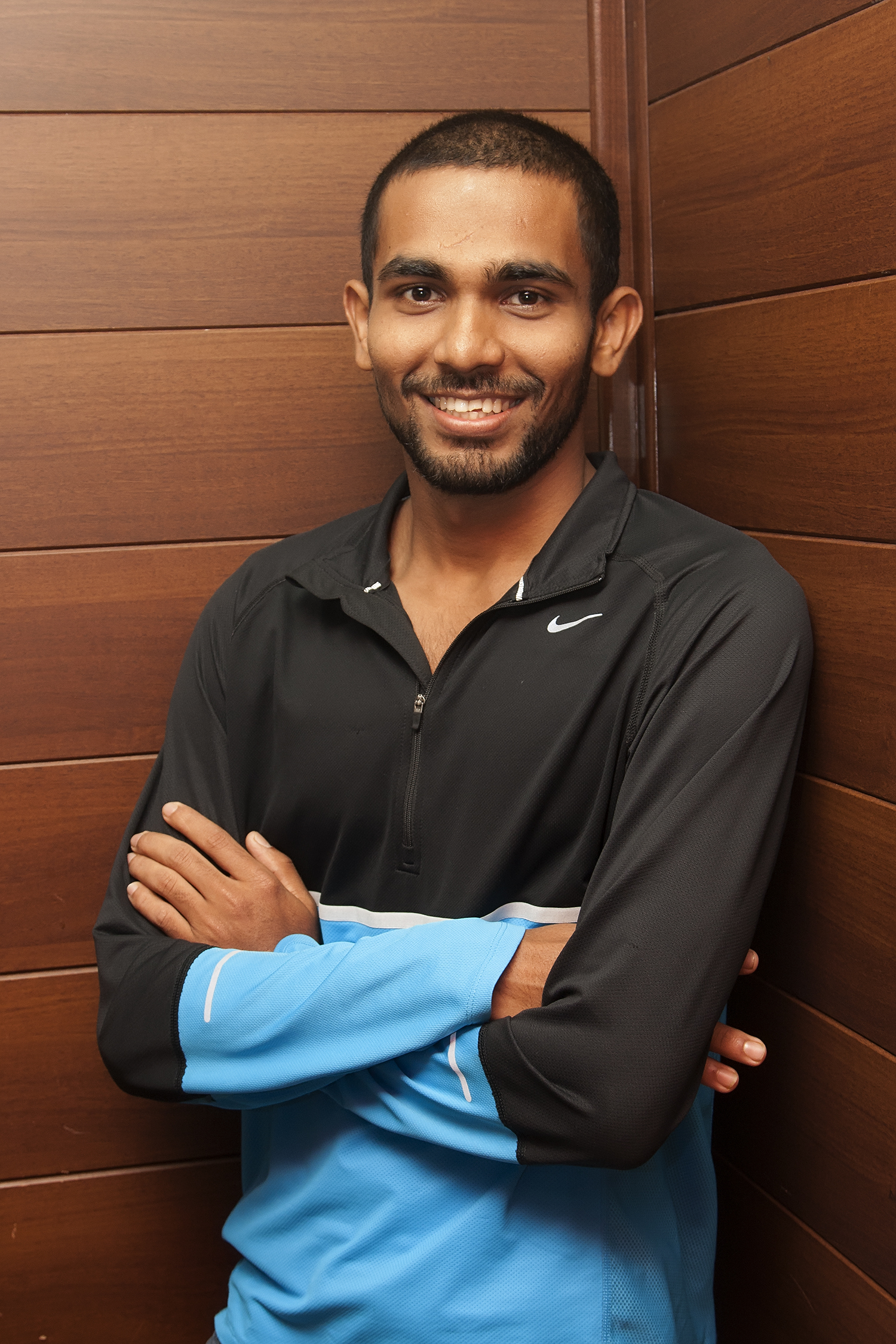
Irfan Kolothum Thodi – Rang 51

## Video
- THLETICS, Men's 20KM Race Walk Final - Highlights,  Olympic Games - Tokyo 2020, youtube.com, abgerufen am 22. Mai 2022